# Canal d'Otrante
Le canal d’Otrante (Kanali i Otrantos en albanais et Canale d'Otranto en italien) est un détroit de la mer Adriatique qui communique par sa limite méridionale avec la mer Ionienne.

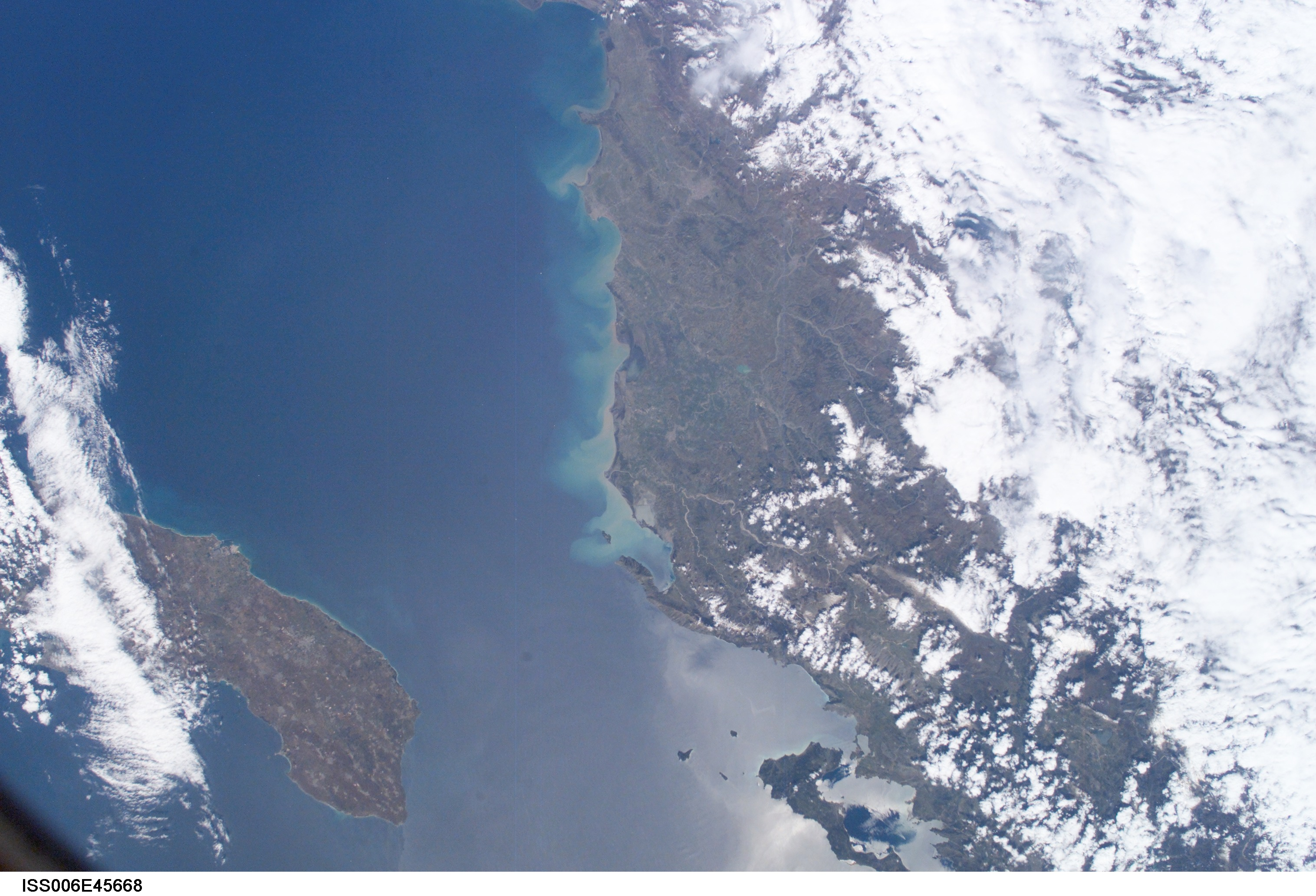
Le canal d'Otrante, vu de la Station spatiale internationale.

## Localisation
Il sépare les côtes du sud-est de la péninsule italienne et du sud-ouest de l’Albanie.
Le canal tire son nom de la petite ville italienne d’Otrante, dans la région des Pouilles. Le cap d'Otrante (Punta Palascìa), situé à 18° 31 de longitude est, constitue le point le plus oriental de l’Italie et le plus proche de l’Albanie, distante de seulement 72 km. Le cap marque la limite entre la mer Ionienne et la mer Adriatique.

## Histoire

### Barrage d'Otrante (Première Guerre mondiale)
Pendant la Première Guerre mondiale, les Italiens, les Anglais et les Français cherchent à maintenir un blocus du canal d'Otrante pour empêcher la marine austro-hongroise de passer de l'Adriatique en Méditerranée. Ce dispositif, dit barrage d'Otrante, gêne la marine austro-hongroise mais ne l'empêche pas totalement de passer – notamment les sous-marins –, au prix de quelques pertes. Le 15 mai 1917, les Austro-Hongrois lancent une attaque navale contre le barrage ; ils remportent une victoire tactique mais cela ne modifie pas l'impossibilité stratégique pour les Austro-Hongrois d'intervenir de manière décisive en Méditerranée.
Le 27 avril 1915, le croiseur cuirassé français Léon Gambetta avait été coulé dans le canal par deux torpilles lancées par un sous-marin autrichien ; le naufrage fit 684 morts pour 137 survivants.

### Une voie d'immigration
Depuis les années 1990, le canal d’Otrante est un lieu de traversée utilisé par des passeurs albanais pour acheminer des immigrés clandestins en Italie à bord de canots pneumatiques rapides.
Ce trafic lucratif pour les passeurs a donné lieu à de nombreux drames ces dernières années. En particulier le 30 décembre 1999, le chavirage d’un canot fit 60 morts, et le 4 mai 2000 une collision avec une vedette de la police italienne fit 13 victimes.
Dans le cadre d’un accord avec l’Albanie datant de 1998, l’Italie a implanté une station radar sur l’île de Saseno, face au port albanais de Valona, pour mieux contrôler les mouvements de ces embarcations très rapides.

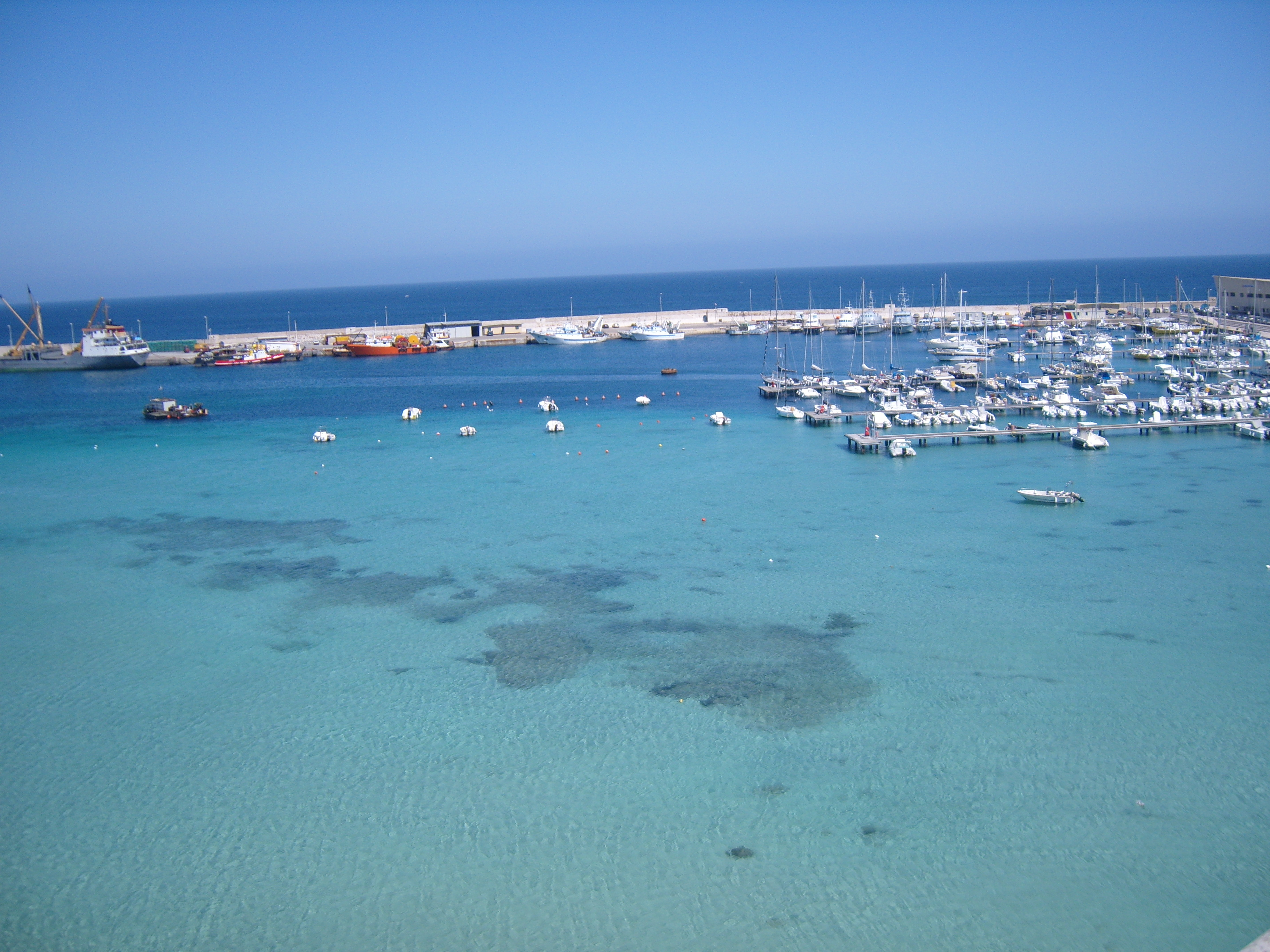
Le port d'Otrante.